# Ján Zlocha
Ján Zlocha (Bratislava, 24 marzo 1942 – Bratislava, 1º luglio 2013) è stato un calciatore cecoslovacco, di ruolo difensore.

## Biografia
Anche suo fratello minore Ľudovít è stato un calciatore.

## Carriera
Con la Nazionale cecoslovacca ha preso parte ai Mondiali 1970.

## Palmarès

### Giocatore

#### Competizioni nazionali
- Campionato cecoslovacco: 3

Spartak Trnava: 1967-1968
Slovan Bratislava: 1969-1970, 1973-1974
- Coppa di Cecoslovacchia: 1

Slovan Bratislava: 1973-1974

#### Competizioni internazionali
- Coppa Mitropa: 1

Spartak Trnava: 1967
- Coppa delle Coppe: 1

Slovan Bratislava: 1968-1969
- Coppa Piano Karl Rappan: 5

Slovan Bratislava: 1968, 1970, 1972, 1973, 1974